# Bad Kids of Crestview Academy
Bad Kids of Crestview Academy  ist ein US-amerikanischer Thrillerfilm aus dem Jahr 2017 des Regisseurs Ben Browder. Er basiert auf der Graphic Novel Bad Kids Go 2 Hell. Es ist die Fortsetzung zu Bad Kids Go to Hell.

## Handlung
Der Film spielt zeitlich vier Jahre nach dem vorherigen Film. Fünf Schüler müssen am Samstag nachsitzen. Die Schülerin Siouxsie Hess möchte den Mörder ihrer Schwester finden. So beschließen die „bösen“ Schüler, sich gegenseitig umzubringen und einen Weg nach draußen zu finden. In einem Cameo-Auftritt in der Endszene sieht man Matt Clark, der im vorherigen Film mitgespielt hat.

## Produktion
Der Film wurde von Momentum Pictures veröffentlicht. In der Hauptrolle sind Sammi Hanratty, Colby Arps, Sophia Taylor Ali, Erika Daly und Matthew Frias zu sehen.

## Veröffentlichung
In den Vereinigten Staaten erschien der Film am 13. Januar 2017 in ausgewählten Kinos.

## Kritik
Der Film konnte bislang nur einen der 10 Kritiker auf Rotten Tomatoes überzeugen und erhielt auf der Internet Movie Database einen Score von 5,4 von 10 möglichen Punkten.